# Oliver Heald
Oliver Heald MP, QC (Reading, 15 de dezembro de 1954) é um advogado britânico e político conservador, que atualmente atua como membro do Parlamento em North East Hertfordshire.

## Início de vida
Heald nasceu em Reading, Berkshire, e foi educado na Reading School e no Pembroke College, em Cambridge. Ele foi chamado para o Bar no Templo do Meio em 1977 e foi advogado em Londres e East Anglia em Fenners Chambers em Cambridge desde 1979 até ser nomeado Ministro do Governo em 1995.
Ele se tornou o Presidente do Norte Hertfordshire associação conservadora para dois anos a partir de 1984. Ele, sem sucesso contestou o bairro londrino de Southwark sede de Southwark e Bermondsey na eleição geral de 1987, mas terminou em terceiro lugar com 12.550 votos atrás do partidário Liberal Simon Hughes. Ele se tornou o vice-presidente da Associação Conservadora de Southwark e Bermondsey em 1988 por cinco anos, tornando-se presidente por cinco anos a partir de 1993.

## Carreira
Heald foi eleito para a Câmara dos Comuns de North Hertfordshire nas eleições gerais de 1992, após a aposentadoria do deputado conservador Ian Stewart. Ele ocupou o assento com uma maioria de 16.531 e permaneceu um deputado desde então. Ele fez seu discurso inaugural em 9 de junho de 1992, no qual falou de seu início político em um Speakers 'Corner .
No Parlamento, atuou no Comitê de Seleção da Educação por dois anos, a partir de 1992. Ele foi nomeado Secretário Privado Parlamentar (PPS) do Ministro de Estado no Ministério do Interior, Peter Lloyd, em 1994. No final do ano, ele se tornou o PPS do Ministro da Agricultura, Pescas e Alimentação, William Waldegrave.
Ele foi promovido a servir no governo de John Major em 1995, quando foi nomeado subsecretário de estado parlamentar no Departamento de Seguridade Social, onde permaneceu até a queda do governo conservador em 1997. Em 1995, ele introduziu o Seguro Lei das Empresas (Reservas) .

## Vida pessoal
Heald tornou-se presidente executivo da Sociedade de Advogados Conservadores em julho de 2008. Ele tem um interesse particular em saúde.
Ele e sua esposa Christine Whittle vivem em seu distrito eleitoral de Hertfordshire, na cidade comercial de Royston; eles têm um filho e duas filhas. Sua filha Sarah foi candidata conservadora em Manchester Withington nas eleições de 2017.